# Oslo tingrett

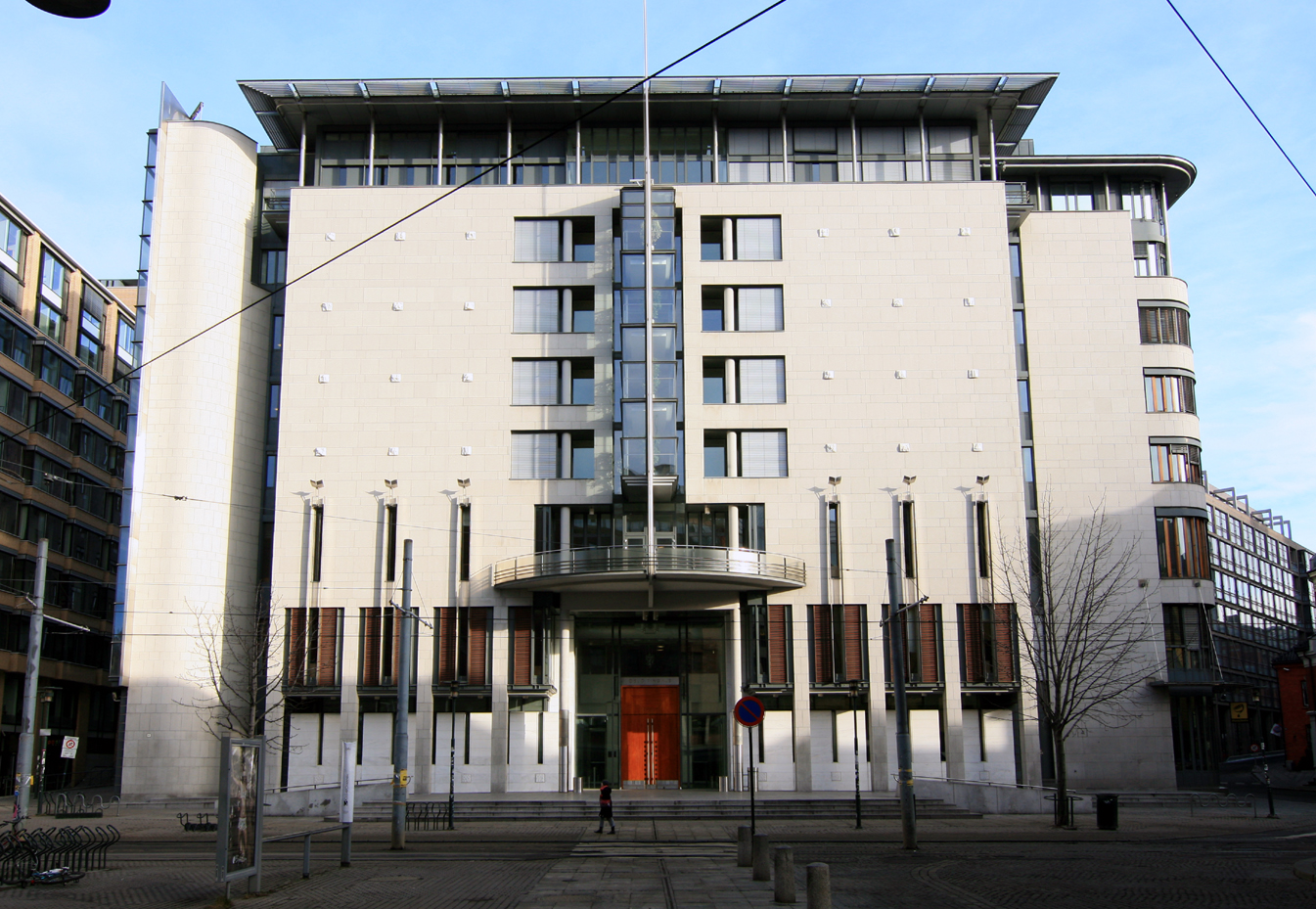
Oslo tinghus

Oslo tingrett is een tingrett (kantongerecht) in de Noorse hoofdstad Oslo. Het gerechtsgebied is de gemeente Oslo. Als enige gerecht in eerste instantie heeft Oslo een apart gerecht voor speciale civiele zaken, het Oslo byfogdembete waar met name financiële zaken zoals faillissement en gerechtelijke akkoorden worden behandeld.
Het gerecht maakt deel uit van het ressort van Borgarting lagmannsrett. In zaken waarbij beroep is ingesteld tegen een uitspraak van het gerecht zal de zitting van het lagmannsrett  worden gehouden in Oslo.